# ジェイムズ・ペティヴァー
ジェイムズ・ペティヴァー（James Petiver、1665年頃 – 1718年4月20日） は17世紀生まれのイギリスの薬剤師、アマチュア博物学者である。博物学的なコレクションをつくりあげた。
ラグビー近くのHillmortonに生まれた。セント·バーソロミュー病院で訓練を受けて薬剤師となり薬剤師を開業した。商売は繁盛し、知識階級の人々と交際するようになった。1695年に王立協会の会員に選ばれた。
長年にわたり、昆虫や植物などの博物学的標本を収集した。海外へでる船長や医師に丁寧な取り扱い方法を渡して収集を委託することによって、特にアメリカ大陸のイギリスの植民地から多くの標本を入手した。1697年には、コレクションは6000点に達し、ロンドンで最も人気のあるコレクションとなり、ペティヴァーの著書"Musei Petiverani Centuria"に記載された。
多くの博物学者に資金援助を行い、ジョン・レイの『植物誌』の出版に協力した。 Johann Philipp Breyne、William Byrd、ゲオルク・ヨーゼフ・カメル、アントニ・ファン・レーウェンフック、Cotton Mather、Joan Salvador i Riera、Richard Richardson、ヨハン・ヤーコブ・ショイヒツァー、Charles Atkinsというような人々が援助を受けた。
ライデン植物園のパウル・ヘルマンのコレクションも購入した。
終生独身であり、ペティヴァーの死後、コレクションは7000ポンドで、ハンス・スローンが購入し、ロンドン自然史博物館のスローン・コレクションの1部となっている。

## 著書
- Musei Petiverani Centuria (London 1692–1703)
- Pterigraphia Americana (London, 1712) GDZ Göttingen
- Aquatilium Animalium Amboinae, &c. Icones & Nomina (London, 1713) GDZ Göttingen
- Gazophylacium naturae et artis (London, 1702–1709) GDZ Göttingen
- A Catalogue of Mr Ray's English herbal illustrated... (1713–1715)